# György Sztantics
György Sztantics (Subotica, 19 de agosto de 1878 - † Subotica, 10 de julio de 1918) fue un atleta húngaro especializado en marcha atlética. 
Ganó la medalla de oro en la especialidad de 3 kilómetros marcha en los Juegos Olímpicos de Atenas de 1906
En estos mismos Juegos Intercalados participó también en la prueba de 1.500m marcha, quedando en séptima posición.
Falleció a consecuencia de un ataque cardíaco a la edad de 39 años.
- El COI no ha reconocido oficialmente los resultados de estos Juegos Olímpicos, que recibieron el nombre de "Juegos Intercalados".
- La prueba de 3 kilómetros marcha no volvió a realizarse de nuevo en unos Juegos Olímpicos hasta los de Amberes de 1920.